# Albion (Pennsylvania)
Albion è un comune (borough) degli Stati Uniti d'America, situato nello stato della Pennsylvania, nella contea di Erie.